# Benedict Ganesh Singh
Benedict Ganesh Singh (Buxton, 2 dicembre 1927 – Georgetown, 12 settembre 2018) è stato un vescovo cattolico guyanese.
È stato il primo vescovo cattolico nativo della Guyana.

## Biografia
Singh è nato a Buxton, un villaggio della regione di Demerara-Mahaica. Ha conseguito la licenza in filosofia alla Pontificia Università Urbaniana nel 1951.
È stato ordinato prete a Roma il 7 dicembre 1954. Rimasto a Roma per proseguire i suoi studi, nel 1957 ha conseguito il dottorato in teologia sacra al Pontificio Collegio Urbano. Tornato in Guyana, è stato inizialmente assegnato alla chiesa di Meadow Bank, un distretto di Georgetown. Dal 1958 ha esercitato il suo ministero sacerdotale lungo la fascia costiera della regione Isole Essequibo-Demerara Occidentale. Nel 1968 è stato nominato cancelliere e vicario generale della diocesi di Georgetown.
Il 16 gennaio 1971 è stato nominato vescovo ausiliare di Georgetown e vescovo titolare di Arsennaria; ha ricevuto la consacrazione episcopale il 18 aprile 1971.
Il 12 agosto 1972 è stato promosso vescovo di Georgetown. Il 10 novembre 2003 si è ritirato dal ministero episcopale, diventando vescovo emerito. È morto a Georgetown a 90 anni dopo una breve malattia.

## Genealogia episcopale
La genealogia episcopale è:
- Cardinale Scipione Rebiba
- Cardinale Giulio Antonio Santori
- Cardinale Girolamo Bernerio, O.P.
- Arcivescovo Galeazzo Sanvitale
- Cardinale Ludovico Ludovisi
- Cardinale Luigi Caetani
- Cardinale Ulderico Carpegna
- Cardinale Paluzzo Paluzzi Altieri degli Albertoni
- Papa Benedetto XIII
- Papa Benedetto XIV
- Cardinale Enrico Enriquez
- Arcivescovo Manuel Quintano Bonifaz
- Cardinale Buenaventura Córdoba Espinosa de la Cerda
- Cardinale Giuseppe Maria Doria Pamphilj
- Papa Pio VIII
- Papa Pio IX
- Cardinale Alessandro Franchi
- Cardinale Giovanni Simeoni
- Cardinale Antonio Agliardi
- Cardinale Basilio Pompilj
- Cardinale Adeodato Piazza, O.C.D.
- Cardinale Luigi Raimondi
- Vescovo Richard Lester Guilly, S.I.
- Vescovo Benedict Ganesh Singh